# Eriotheca dolichopoda
Eriotheca dolichopoda är en malvaväxtart som beskrevs av André Georges Marie Walter Albert Robyns. Eriotheca dolichopoda ingår i släktet Eriotheca och familjen malvaväxter. Inga underarter finns listade i Catalogue of Life.